# Sinope (satélite)
Sinope é um satélite irregular retrógrado de Júpiter. Foi descoberto por Seth Barnes Nicholson no Observatório Lick em 21 de julho de 1914, e foi nomeado a partir de Sinope, da mitologia grega.
Sinope recebeu esse nome em 1975; antes disso, era simplesmente conhecido como Jupiter IX, embora foi também chamado de "Hades" entre 1955 e 1975.

## Órbita

Grupo Pasife.

Sinope orbita Júpiter em uma órbita retrógrada altamente excêntrica e inclinada. Seus parâmetros orbitais estão continuamente mudando devido a perturbações solares e planetárias. Acredita-se que Sinope pertence ao grupo Pasife, embora devido à sua inclinação média e cor diferente, pode também ser um objeto independente, capturado independentemente, não relacionado à colisão e quebra na origem do grupo.
Sinope também é conhecido por estar em uma ressonância secular com Júpiter, similar a Pasife. No entanto, Sinope pode escapar dessa ressonância e tem comportamentos tanto ressonantes como não ressonantes em escalas de tempo de 107 anos.

## Características físicas
Sinope tem um diâmetro estimado de 38 km (assumindo um albedo de 0,04). Ele é avermelhado (índices de cor B-V=0,84, R-V=0,46), ao contrário de Pasife que é cinza.
O espectro infravermelho de Sinope é similar ao de asteroides tipo D, também diferente de Pasife. Essa diferença dos parâmetros físicos sugere uma origem diferente dos membros nucleares do grupo.